# Таламанка (кантон)
Таламанка (исп. Talamanca) — кантон в провинции Лимон Коста-Рики.

## География
Находится на юге провинции. Граничит на юге с провинцией Пунтаренас, на юго-западе с провинцией Сан-Хосе, на востоке с Панамой, на северо-востоке побережье Карибского моря. Административный центр — Брибри.

## Округа
Кантон разделён на 4 округа:
1. Братси или Брибри
2. Сиксаола
3. Кауита
4. Телире